# Rikki-Tikki-Tavi
Rikki-Tikki-Tavi (russisk: Рикки-Тикки-Тави) er en sovjetisk-indisk spillefilm fra 1975 af Aleksandr Sguridi og Nana Kldiashvili.

## Medvirkende
- Aleksej Batalov
- Margarita Terekhova
- Igor Aleksejev
- S. Visjnu
- S. Suri